# Europa Cup (vrouwenhandbal) 1961
De European Champions Cup 1961 is de hoogste internationale club handbalcompetitie in Europa wat door de Internationale Handbalfederatie (IHF) organiseert.

## Deelnemers
| - RSV Mülheim: Kampioen van Duitsland - US Ivry: Kampioen van Frankrijk - Spartak Subotica: Kampioen van Joegoslavië - KS Cracovia: Kampioen van Polen - Danubia Wien: Kampioen van Oostenrijk - Știința București: Kampioen van Roemenië - Žalgiris Kaunas: Kampioen van de Sovjet-Unie - Slavia Praag: Kampioen van Tsjecho-Slowakije |

## Kwartfinale
| Team 1            | Score   | Team 2           | 1       | 2       |
| ----------------- | ------- | ---------------- | ------- | ------- |
| Știința București | 14 – 12 | Spartak Subotica | 05 – 06 | 09 – 06 |
| Žalgiris Kaunas   | 13 – 09 | KS Cracovia      | 05 – 03 | 08 – 06 |
| RSV Mülheim       | 25 – 10 | US Ivry          | 13 – 03 | 12 – 07 |
| Slavia Praag      | 12 – 08 | Danubia Wien     | 08 – 06 | 04 – 02 |

## Halve finale
| Team 1            | Score   | Team 2          | 1       | 2       |
| ----------------- | ------- | --------------- | ------- | ------- |
| Știința București | 20 – 07 | Žalgiris Kaunas | 12 – 04 | 08 – 03 |
| RSV Mülheim       | 05 – 10 | Slavia Praag    | 03 –0 6 | 02 – 04 |

## Finale
| Team 1            | Score   | Team 2            |
| ----------------- | ------- | ----------------- |
| Știința București | 08 – 01 | Slavia Praag      |
| Slavia Praag      | 04 – 05 | Știința București |
| Totaal            |         |                   |
| Știința București | 13 – 05 | Slavia Praag      |

|                   |
|                   |
| Știința București |
| 1ste titel        |